# 1265
Cette page concerne l'année 1265  du calendrier julien. Pour l'année 1265 av. J.-C., voir 1265 av. J.-C.
L'année 1265 est une année commune qui commence un jeudi.

## Événements
- 20 janvier : première réunion du Parlement d'Angleterre élu au Palais de Westminster (Model Parliament)[1]. Il réunit dans une même assemblée les représentants des comtés et des villes, à raison de deux chevaliers par comtés et deux bourgeois par ville.
- 1er février[2] : Jacques Ier d'Aragon prend Murcie[3].
- 5 février : début du pontificat de Clément IV (Guy Foulques, dit le Gros) (jusqu'en 1271)[4].
- 8 février : mort de l’ilkhan de Perse Houlagou Khan[5].
- 26 février : bulle cédant le royaume de Sicile à Charles Ier d'Anjou[6].
- 27 février : prise de Césarée par le sultan mamelouk d’Égypte Baybars[7] qui mène une offensive contre les croisés après la mort d’Houlagou Khan, après s’être assuré de la neutralité de Byzance et du sultan de Rum. Il se dirige vers le nord, pénètre sur le territoire du roi arménien Héthoum et détruit une à une toutes les villes, dont la capitale Sis, dont il tue une grande partie de la population (1266), et ramène plus de quarante mille captifs. Le royaume arménien ne s’en relèvera jamais.

- 26 mars : fondation de la bastide de Sainte-Eulalie-de-Puyguilhem[8].
- Mars : Istvan, prince de Transylvanie, finit par battre son père Béla IV à Isaszeg[9] et se fait proclamer « roi-junior » de la moitié orientale de la Hongrie (mars 1266).
- Printemps : raid de la Horde d'Or en Thrace[10]:
  - Nogaï marche avec 20 000 cavaliers contre les Byzantins et passe le Danube pendant l'hiver. Au printemps, il écrase les troupes de Michel VIII Paléologue qui se sont portés à sa rencontre. Les soldats grecs se seraient enfuis avant même d’avoir engagé le combat. Michel Paléologue parvient à se réfugier à bord d'un bateau génois et à rentrer à Constantinople, tandis que l’armée des Kiptchak saccage la Thrace où elle s'empare d'un riche butin. Plus tard, la Horde d’Or et Byzance concluront une alliance et l’empereur byzantin donnera en mariage à Nogaï sa fille Euphrosyne.
  - Au cours de son incursion en Thrace, Nogaï parvient à délivrer le sultan seldjouqide de Roum Kay Kâwus II prisonnier des Byzantins (ou en 1269-1270). Il acquiert ainsi l’appui des États turcs d’Asie Mineure, et l’alliance entre la Horde d’Or, Byzance et de l’Égypte Mamelouk lui permettra de tenir en échec les il-qan de Perse.
- 23 mai : Charles Ier d'Anjou, frère de Louis IX, arrive à Rome[11]. Le pape Clément IV le nomme sénateur et lui attribue le royaume de Naples et de Sicile au détriment du Hohenstaufen Manfred, bâtard de Frédéric II.
- 28 mai : Germain III est élu patriarche de Constantinople. Son prédécesseur Arsène est déposé et exilé, ce qui provoque une crise religieuse. Il avait excommunié Michel VIII Paléologue pour avoir fait crever les yeux de son compétiteur Jean IV Lascaris[12].

- 19 juin : intronisation de Abaqa, il-qan d’Iran (fin en 1282)[5]. Il vient d'épouser Marie (Marie Paléologue), fille naturelle de l’empereur byzantin Michel VIII Paléologue. Il n’abandonne pas la politique amicale à l’égard des chrétiens, malgré sa préférence pour le bouddhisme[13].
- 28 juin : Charles d'Anjou est investi du royaume de Sicile au Latran[14].
- 4 août : bataille d'Evesham, affrontement décisif de la « seconde guerre des Barons » au cours de laquelle les barons rebelles anglais sous la conduite de Simon V de Montfort sont massacrés sur le champ de bataille par les forces royalistes du Prince Édouard, quatre fois plus nombreuses[15].
- 1er novembre : ordonnance monétaire de Louis IX de France qui limite les frappes seigneuriales. Le cours de l'esterling est supprimé au 15 août 1266 et remplacé par le gros tournois (4,22 g d’argent), très prisé dans le commerce international[16].

- Le vizir saljûqide Mu‘in ad-Dîn Suleyman prend Sinope aux Grecs[17].
- Jacques de Molay devient templier[18].
- Le talmudiste Nachmanides, accusé de blasphème par les Dominicains, quitte l’Espagne pour finir sa vie à Jérusalem[19].
- Roumanie. La première mention documentaire de la ville Hunedoara